# صالح جغيم (الوضيع)

تعديل مصدري - تعديل

صالح جغيم هي إحدى قرى عزلة  الوضيع بمديرية الوضيع التابعة لمحافظة أبين، بلغ تعداد سكانها 29 نسمة حسب تعداد اليمن لعام 2004.